# Amaia González de Garibay
Amaia González de Garibay Barba (Valladolid, 27 de febrero de 1994) es una balonmanista española. Juega en la posición de extremo izquierdo. Se formó en el BM Aula Cultural de Valladolid, con el que alcanzó la División de Honor y la internacionalidad en todas sus categorías. Pasó tres temporadas con  BM Zuazo en División de Honor, incluyendo grave lesión y pandemia, para regresar en 2020 al Aula Alimentos de Valladolid.

## Trayectoria
Se inició en el balonmano en el Colegio Compañía de María, "La Enseñanza" de Valladolid, pasando posteriormente a las categorías inferiores del BM Aula Cultural, con el que ha sido 4 veces campeona de España por clubes y 1 vez por Selecciones Territoriales con Castilla y León. Además ha sido 11 veces internacional promesas con 32 goles, 16 veces internacional juvenil (55 goles), 11 veces internacional júnior (22 goles), 15 veces internacional universitaria con 47 goles, y 45 veces internacional absoluta (79 goles).

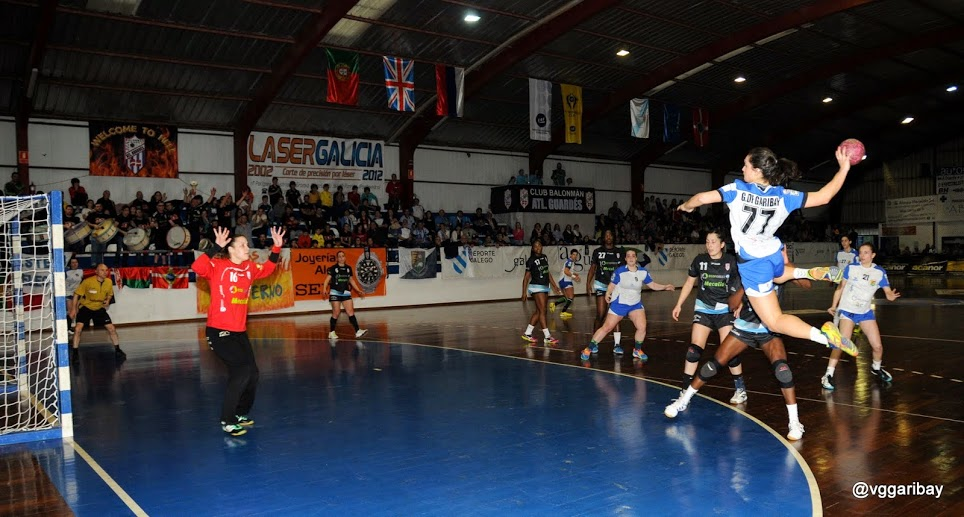
Amaia Garibay lanzando desde su extremo

En 2011 la Junta de Castilla y León la declaró deportista de alto nivel y fue convocada por la selección nacional juvenil para el preeuropeo.
En 2013 con la selección española júnior femenina ganó el Torneo IV Naciones de balonmano femenino celebrado en Holzgerlingen (Alemania).
En la temporada 2013/2014 debutó en la División de Honor femenina (3.ª máxima goleadora DHF con 186 goles) y esa misma temporada disputó con España el Mundial Universitario de Balonmano celebrado en Guimarães (Portugal) y el Partido de las Estrellas, que enfrentaba a la selección española contra un combinado de jugadoras de la liga, del que formó parte.
En 2015 fue elegida por Jorge Dueñas para debutar con la selección absoluta en un doble enfrentamiento contra la selección de Hungría disputado el 20 y 21 de marzo. Juega el Partido de las Estrellas de la liga 2014-2015, formando parte de la selección española en esta ocasión. 

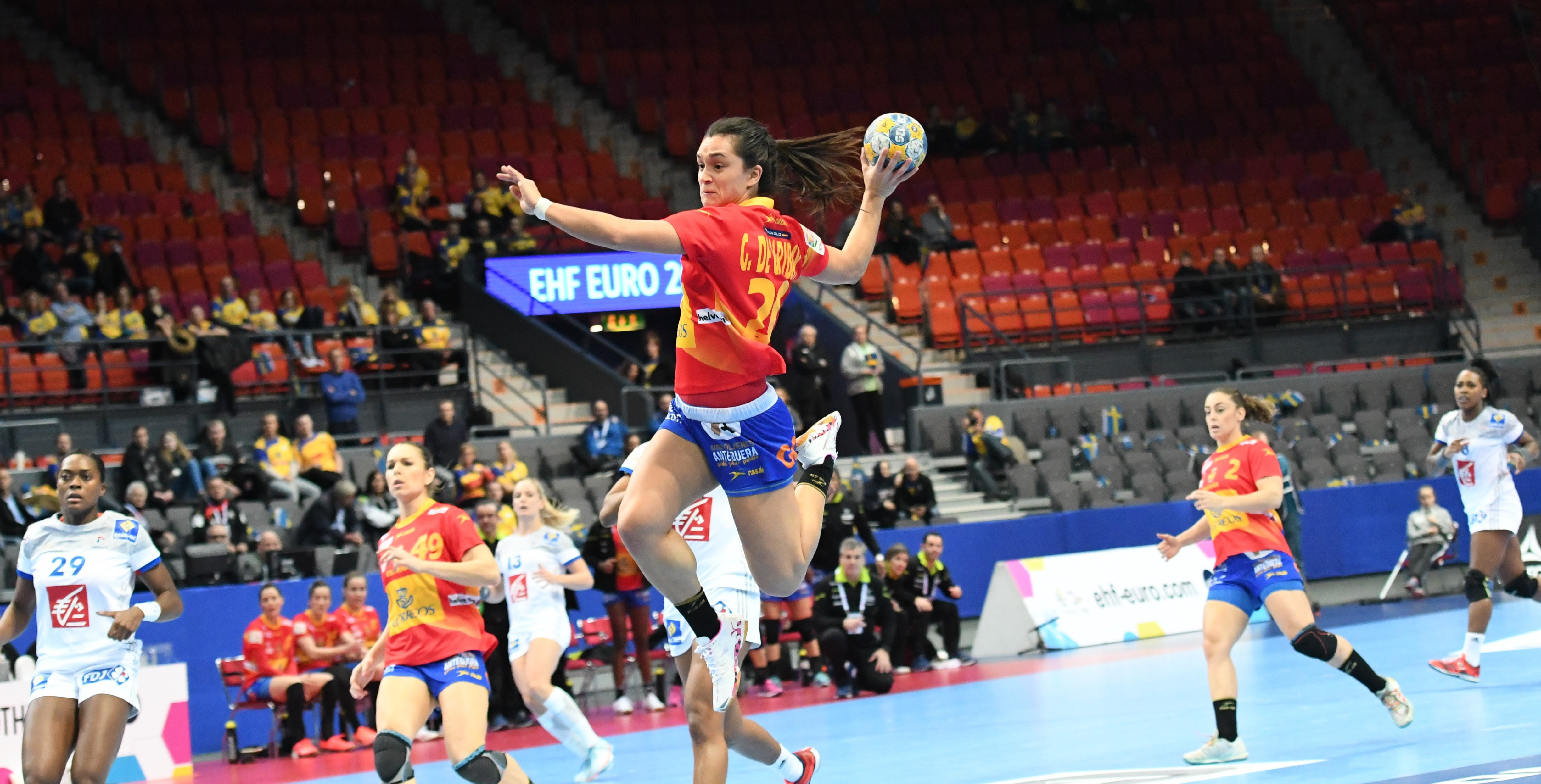
Contra ante Francia en Euro2016

En 2016 disputa nuevos partidos con el Equipo Nacional Absoluto Femenino: jornadas 3.ª y 4.ª (9 y 12 de marzo, contra Holanda) clasificatorias para el Europeo de Suecia 2016 y gana con España el Torneo IV Naciones en Oslo (17-20 marzo, contra Brasil, Alemania y Noruega) anotando sus primeros goles (3) como internacional absolta. Se proclama con la selección española Campeona Mundial Universitaria   (16 goles). Gana con la selección absoluta el Torneo Internacional de España en Elda y disputa con España el Campeonato de Europa de Suecia 2016 (estadísticas) . Recibe el premio Valladolid Ciudad Deportiva como deportista vallisoletano más destacado en 2016. Es calificada como Deportista de Alto Nivel por el CSD en el B.O.E.30/12/2016.

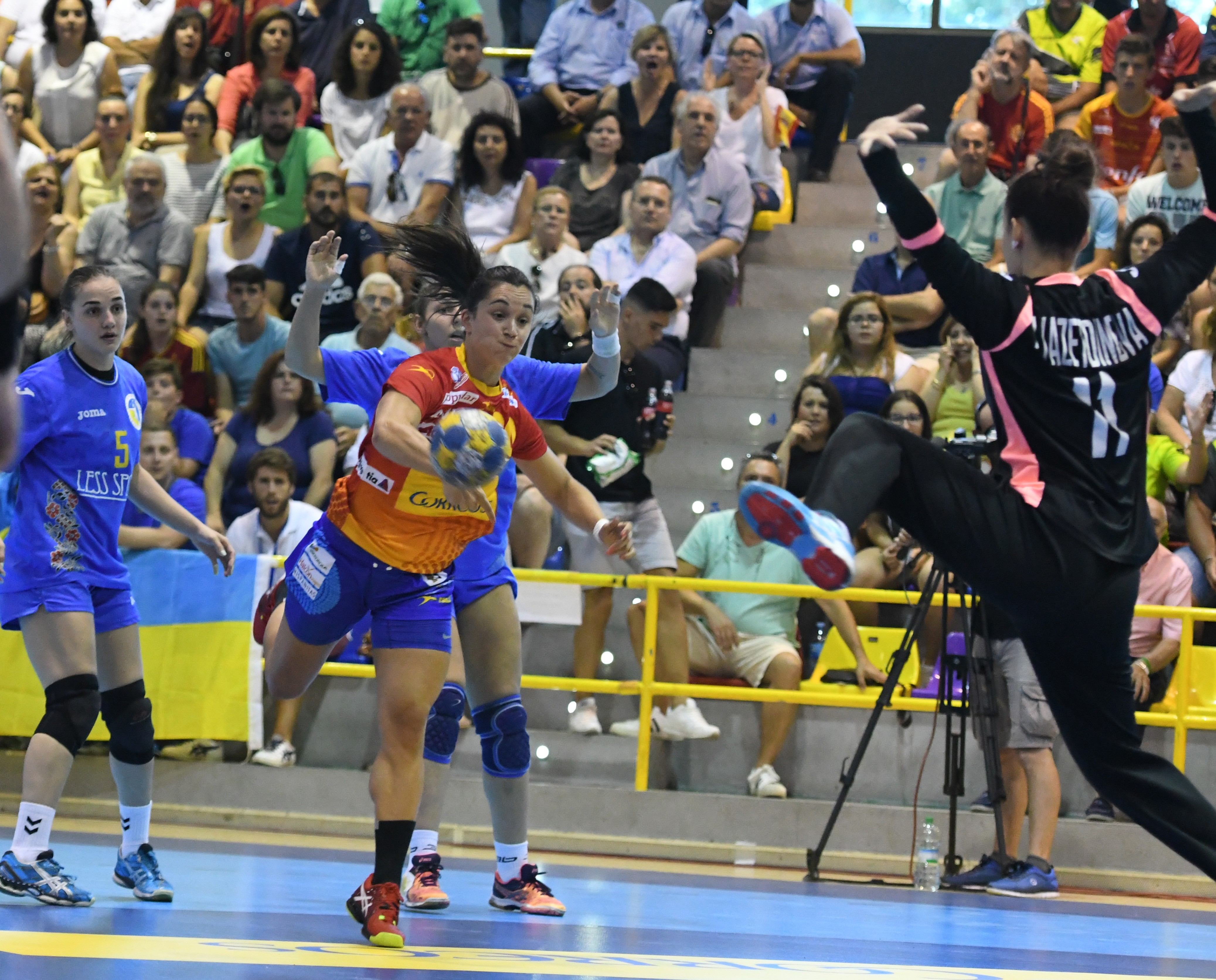
playoff WORLD2017 ESP-UKR

En 2017 finaliza la liga en 6.ª posición con el BM Aula Cultural (8.ª goleadora DHF con 133 goles) . Disputa nuevos partidos con el Equipo Nacional Absoluto Femenino: doble amistoso España-Rumanía (Bucarest 17 y 19 de marzo) en el estreno del nuevo Seleccionador Nacional, Carlos Viver; playoff Campeonato del Mundo contra Ucrania en Sumy 9 de junio y Antequera 14 de junio. Juega el Partido de las Estrellas de la liga 2016-2017 en Torrevieja, como integrante de la selección española. Ficha por Prosetecnisa BM Zuazo para la temporada 2017-18. Premios: Premio al Mejor Deportista Individual de la temporada 2016-2017 en la IV Gala Anual del Deporte Vallisoletano que organiza esRadio Valladolid; Premio Territorial en la I Gala del Deporte esRadio Castilla y León.  Ya en la temporada 2017-18 disputa con el Equipo Nacional Absoluto de España las jornadas 1 y 2 clasificatorias para el Euro2018 de Francia contra Turquía en Melilla (27 Sept) y contra Lituania en Alytus (2 Oct); disputa y gana en Melilla el XXI TIE (9 goles) y disputa con España el Campeonato del Mundo Alemania 2017 (14 goles). Repite en 2017 el premio Valladolid Ciudad Deportiva como deportista vallisoletano más destacado.

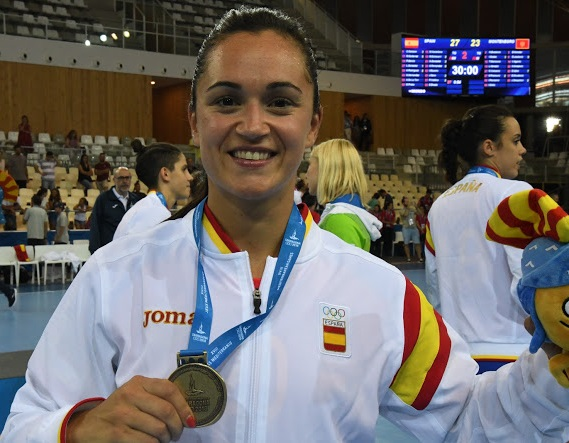
Medalla de ORO con la selección absoluta de España en los Juegos del Mediterráneo tras vencer en la final a Montenegro. Tarragona 30 de junio de 2018.

En 2018 finaliza la liga en 7.ª posición con el HGB Prosetecnisa Zuazo. Disputa  con el Equipo Nacional Absoluto de España las jornadas 3.ª y 4.ª clasificatorias para el Euro2018 de Francia ambas contra Alemania en Stuttgart (21 de marzo) y San Sebastián (24 de marzo); Jornadas 5.ª  y 6.ª contra Turquía en Amasya (30 mayo) y contra Lituania en Ciudad Real (2 junio). Participa (16 goles) en los XVIII Juegos del Medtiterráneo Tarragona2018 como integrante de la selección española absoluta, Medalla de Oro. Es calificada de nuevo como Deportista de Alto Nivel por el CSD en el B.O.E.27/12/2018. El 22 de Sept 2018 sufre rotura de LCA y menisco interno en Castellón, con lo que pierde toda la temporada para volver a competir con BM Zuazo en Sept 2019. Esta temporada 19-20 se ve de nuevo truncada, esta vez con motivo de la pandemia Covid-19.
En 2020 regresa a BM Aula Cultural Alimentos de Valladolid y es presentada en el salón de plenos del Ayuntamiento de la Ciudad en honor a su anterior doble reconocimiento como "Mejor Deportista de Valladolid" en 2016 y 2017.

## Vida privada
Graduada en Óptica y Optometría por la Universidad de Valladolid. 
Máster en profesorado de Educación Secundaria, Bachillerato y FP por la Universidad de Valladolid.
Postgrado Oficial Experto en Salud Visual y Deporte por la Universidad Complutense de Madrid.